# Samskabelse
Samskabelse (engelsk: coproduction ell. cocreation) er et begreb, der har fået sin primære anvendelse indenfor samfundsvidenskaberne. Samskabelse anvendes af teoretikere som Tony Bovaird og Victor Pestoff om former for samarbejde, hvor forskellige aktører i en given proces sammen udvikler ny velfærd. Samskabelse er beslægtet med begrebet samproduktion, som kendetegnes ved, at borgeren deltager i frembringelsen af sin egen ydelse. Samskabelse går videre end inddragelse af borgere og andre aktører i det offentliges opgaveløsning. I en samskabelsesproces arbejder alle relevante aktører på at finde frem til kernen i et problem for dernæst i fællesskab – med brug af forskellige relevante ressourcer og ekspertiser – at forsøge at finde en løsning på problemet. Et vigtigt element er, at samskabelse udbreder initiativretten og deltagelsesretten.  

## Samskabelse i Danmark
I Danmark er begrebet løst formuleret og implementeringen giver anledning til tovtrækkeri ift. definitionsretten og hvem den primære initiativtager bør være. Er det den offentlige sektor, civilsamfundet eller den private sektor, som bør være den primære initiativtager. En række kommuner (den offentlige sektor), foreninger og private initiativer (civilsamfundet) samt private virksomheder og rådgivere (den private sektor) er gået sammen i en åben bevægelse under navnet Den Nationale Samskabelsesbevægelse for netop at definere samskabelse i rammen af det danske velfærdssamfund.

## Samskabelse i kommunerne
Danske kommuner forsøger at inddrage borgerne i deres arbejde for at skabe bedre ydelser til deres borgere eksempelvis i Holbæk, Assens, Nordfyn, Ringkøbing-Skjern og Slagelse. Eva Sørensen og Jacob Torfing, som er professorer på Roskilde Universitet, mener, der er fem grundlæggende stadier til eller trin for den samskabende kommune: 
1. Den nysgerrige kommune
2. Den inddragende kommune
3. Den ambitiøse kommune
4. Den modne kommune
5. Den samskabende kommune